# Банфи (Бонцида)
Замъкът Банфи в Бонцида (на румънски: Castelul Banffy de la Bonţida, произнася се по-близо до Банф) е архитектурен паметник в стил барок, намиращ се в Бонцида, село под администрацията на Клуж-Напока, Румъния. Той е бил собственост на рода Банфи (чийто последен член е Миклош Банфи) и понякога е наричан „Версай на Трансилвания“. Настоящият собственик е Каталин Банфи, която има две дъщери – Николет и Елизабет.
Замъкът е осквернен по време на Втората световна война от нацистките войски и изоставен по време на комунистическия режим в Румъния. Днес той е реставриран от Тръста за Трансилвания, с подпомагане от Европейския съюз, Румънското министерство на културата, Програмата Гети Гранд, Фонда за паметниците по света, NKA (Унгария) и др. Бонцидският замък сега е превърнат в културен център. За семейството на графа е оставен специален апартамент. Към замъка е отворен специален център за обучение по съхраняване на архитектурни паметници, който през 2008 г. печели награда от Европейския съюз.

## Галерия
- Замъкът Банфи през 1935 г.
- Замъкът Банфи, рисунка от 19 век